# Cunha (São Paulo)
Cunha is een gemeente in de Braziliaanse deelstaat São Paulo. De gemeente telt 23.735 inwoners (schatting 2009).

## Aangrenzende gemeenten
De gemeente grenst aan Areias, Guaratinguetá, Lagoinha, Lorena, São José do Barreiro, São Luís do Paraitinga, Silveiras, Ubatuba, Angra dos Reis (RJ) en Paraty (RJ).

## Verkeer en vervoer
De plaats ligt aan de weg BR-459/SP-171.